# Brian Kendrick
Brian David Kendrick (ur. 29 maja 1979 w Fairfax w stanie Wirginia) – amerykański wrestler występujący w federacji WWE w brandzie Raw pod pseudonimem ringowym The Brian Kendrick. Jest byłym posiadaczem tytułu WWE Cruiserweight Championship.
Kendrick jest również znany z występów w federacjach New Japan Pro-Wrestling i Total Nonstop Action Wrestling, jak również w Pro Wrestling Zero1 jako Leonardo Spanky i w federacjach niezależnych jako Spanky. Do dorobku we wrestlingowej karierze Kendricka zalicza się takie tytuły jak NWA/UPW/Zero-One International Junior Heavyweight Championship, NWA International Lightweight Tag Team Championship, TNA X Division Championship, World Tag Team Championship, WWE Tag Team Championship, ICW Tag Team Championship oraz Zero-One United States Openweight Championship.

## Wczesne życie
Kendrick urodził się w mieście Fairfax w stanie Wirginia, jest synem Barbary Kendrick i najstarszym z trójki rodzeństwa. Ma brata Neala i siostrę Shannon. Przeniósł się do Olympii w stanie Waszyngton i uczęszczał do North Thurston High School w mieście Lacey. Podczas ostatniego roku nauczania pracował na zmywaku w pizzerii chcąc zaoszczędzić pieniądze na uczęszczanie do szkół zapaśniczych.
Ulubionymi wrestlerami Kendricka z dzieciństwa byli The Ultimate Warrior, Blue Blazer i Koko B. Ware. Był również fanem swojego przyszłego trenera Shawna Michaelsa, a także Chrisa Jericho. We wczesnym etapie kariery był zaprzyjaźniony z przyszłym tag team partnerem Paulem Londonem, jak również z Lance’em Cade’em i Bryanem Danielsonem z którymi rozpoczął wspólny trening.

## Kariera profesjonalnego wrestlera

### Wczesna kariera (1999–2002)
W 1999 Kendrick przeprowadził się do Teksasu by rozpocząć treningi w szkółce NWA Southwest i był później częścią Shawn Michaels Wrestling Academy. Zaadaptował tam pseudonim ringowy „Spanky”. Zadebiutował w ringu 8 października 1999 w walce z American Dragonem, która po 10 minutach zakończyła się remisem. W październiku 2001, Kendrick przegrał w pojedynku z American Dragonem w pierwszej rundzie turnieju The King of the Indies. Po walce obaj otrzymali owacje na stojąco od publiki.

### World Wrestling Federation

#### Memphis Championship Wrestling (2000–2001)
W lutym 2000 Kendrick podpisał kontrakt rozwojowy z World Wrestling Federation, spędzając rok w federacji rozwojowej Memphis Championship Wrestling (MCW). Kendrick zdobył tam swoje pierwsze mistrzostwo 22 października pokonując American Dragona o MCW Southern Light Heavyweight Championship. Niedługo potem połączył siły z Dragonem i zdobyli jako tag team MCW Southern Tag Team Championship – Kendrick tym samym stał się podwójnym mistrzem. Ich drużyna została rozwiązana po tym jak stracili tytuły na rzecz The Dupps. 30 grudnia, Southern Light Heavyweight Championship zostało zwakowane po walce Kendricka z Derrickiem Kingiem. Odzyskał mistrzostwo pokonując Kinga 6 stycznia 2001, następnie stracił ponownie na rzecz Tylera Gatesa po czym odzyskał tytuł 11 maja. 1 czerwca, Spanky’emu został odebrany i zdezaktywowany tytuł, przez co Kendrick jest ostatnim posiadaczem MCW Southern Light Heavyweight Championship. Niedługo potem zamknięto rozwojówkę, zaś kontrakt Kendricka został rozwiązany.

### Ring of Honor (2002)
23 lutego 2002 Kendrick zawalczył na pierwszym show federacji Ring of Honor (ROH), gdzie po wygranej podpisał kontrakt z ROH. W międzyczasie Kendrick występował w promocjach takich jak Heartland Wrestling Association i All Pro Wrestling. W czerwcu wystąpił w federacji Pro Wrestling Zero-One pod pseudonimem Leonardo Spanky. Pseudonim ringowy i gimmick zaproponował mu Shinya Hashimoto ze względu na podobieństwo w wyglądzie do Leonardo DiCaprio. 29 czerwca stał się pierwszym posiadaczem tytułu Zero1 International Junior Heavyweight Championship. Kilka miesięcy później stracił mistrzostwo na rzecz Low Ki.

### Powrót do WWE (2002–2004)

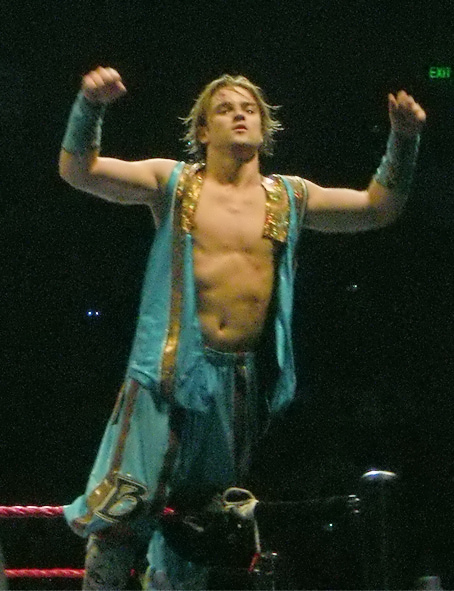
Kendrick podczas wejścia do ringu

Pod koniec 2002 Kendrick podpisał kontrakt z WWE. Jego debiut telewizyjny nastąpił 11 stycznia 2003 na odcinku tygodniówki Velocity z gimmickiem maskotki reprezentującej drużynę sportową w zależności od miasta, w którym występuje. Kolejnymi pomysłami były występy w ringu w maskach luchadorów, za każdym razem występując pod innym pseudonimem. Ostatecznie Kendrick zadebiutował w głównym rosterze federacji w 2003, gdzie na jeden odcinek została mu przydzielona rola dostarczyciela depeszy od Big Showa dla The Undertakera. Przez kolejne tygodnie występował w segmentach z generalną menedżerką SmackDown! Stephanie McMahon, gdzie według scenariusza chciał ją przekonać do podpisania z nim kontraktu z federacją. Ostatecznie Kendrick stał się oficjalnym członkiem brandu SmackDown! po tym jak 20 marca 2003 na odcinku SmackDown! pokonał Shannona Moore’a. 1 maja 2003 na odcinku SmackDown! zaczął ponownie występować pod pseudonimem Spanky, gdzie przez kilka odcinków rywalizował z Johnem Ceną o to kto jest lepszy w rapowaniu. 30 października, Spanky utworzył tag team wraz z Paulem Londonem i przez kilka miesięcy wspólnie występowali w ringu, lecz 13 stycznia 2004 Kendrick opuścił federację i powrócił do Zero1.

### Federacje niezależne (2004–2005)
Po opuszczeniu WWE, Kendrick występował w wielu federacjach niezależnych. Powrócił do Zero1 jako „Spanky” i w krótkim czasie zdobył NWA International Lightweight Tag Team Championship wraz z Low Kim. Stracili tytuły mistrzowskie kilka miesięcy później na rzecz Tatsuhito Takaiwy i Tomohiro Ishii. Kendrick odzyskał tytuły 19 września 2004, lecz z nowym partnerem jakim okazał się Kaz Hayashi. Wspólnie posiadali mistrzostwa do marca 2005, gdzie stracili je w walce z Hidaką i Minoru Fujitą. Pomimo tego, Spanky skupił się na singlowej karierze i tego samego miesiąca zdobył Zero-One United States Openweight Championship. Mistrzostwo utracił we wrześniu 2005.
W listopadzie 2004, Kendrick wystąpił kilka razy w federacji Total Nonstop Action Wrestling, gdzie pokonał Kaza, Matta Sydala i Amazing Reda w four-way matchu.

### Powrót to ROH (2004–2005)
Pod koniec 2004, Kendrick powrócił do ROH, a także 17 grudnia 2004 zadebiutował w promocji Full Impact Pro (FIP), wygrywając pierwszy w historii Florida Rumble. 25 lutego, Kendrick zawalczył z byłym zawodnikiem WWE Jamesem Gibsonem. W trakcie trwania pojedynku publika wygłaszała takie hasła jak „Welcome Back!” i „SmackDown sucks!”, zaś po walce obaj otrzymali owacje na stojąco. W Ring of Honor, Kendrick był bookowany jako mid-carder, biorąc udział w pojedynkach w górnej części karty walk. Kendrick wziął udział w Trios Tournament, lecz w pierwszej rundzie odpadł wraz ze swoimi partnerami – Gibsonem i Nigelem McGuinnessem. W kwietniu, czerwcu i sierpniu przegrywał walki o kolejno ROH Pure Championship, ROH World Championship i ROH World Tag Team Championship. W lipcu 2005, Kendrick ogłosił swój powrót do World Wrestling Entertainment tuż po wypełnieniu zobowiązań w federacjach rozwojowych. W FIP, 6 sierpnia 2005 Kendrick zdobył FIP Tag Team Championship z Salem Rinauro; ich utrata nastąpiła w przyszłym miesiącu na rzecz The Heartbreak Express.

### Drugi powrót do WWE

#### Tag team z Paulem Londonem (2005–2008)
W lipcu 2005, Kendrick powrócił do WWE. Jego pierwszy występ odbył się na live evencie 22 sierpnia 2005, gdzie przegrał Fatal 4-Way match o WWE Cruiserweight Championship. 30 września na odcinku tygodniówki Velocity, Kendrick zreformował tag team z Paulem Londonem. Od 16 grudnia, para zaczęła nosić charakterystyczne dla nich maski teatralne, kamizelki oraz szorty będące częścią ich gimmicku. Od czasu reformacji drużyny szybko zaczęli otrzymywać szanse na walki przeciwko posiadaczom WWE Tag Team Championship. 10 lutego 2006 na odcinku SmackDown! przegrali z WWE Tag Team Champions MNM (Joeym Mercurym i Johnnym Nitro). 7 kwietnia ponownie zawalczyli z tą parą tym razem odnosząc zwycięstwo, zaś w następnych tygodniach London i Kendrick wygrywali w pojedynczych walkach z Nitrem i Mercurym. London i Kendrick zdobyli WWE Tag Team Championship na gali Judgment Day.

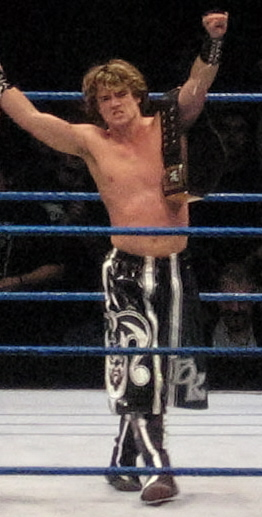
Kendrick jako WWE Tag Team Champion w grudniu 2006.

Ich pierwszymi rywalami po zdobyciu tytułów mistrzowskich byli K. C. James i Idol Stevens, którzy pokonali mistrzów w walce bez tytułów na szali. Podczas ich dalszej rywalizacji do Kendricka i Londona dołączyła Ashley Massaro będąca ich nową menedżerką. 14 października, London i Kendrick stali się najdłuższymi panującymi posiadaczami WWE Tag Team Championship w historii, pobijając poprzedni rekord 145 dni należący do MNM. Pomimo takiego osiągnięcia, tag team był rozpisywany w scenariuszu jako teoretycznie słabszy (tzw. underdogs), gdzie dla przykładu często przegrywali z drużyną składającą się z Williama Regala i Dave’a Taylora. Regal pokonał Kendricka i Londona w osobnych walkach, a 8 grudnia na odcinku tygodniówki SmackDown! mistrzowie ponieśli porażkę przeciwko Regalowi i Taylorowi w non-title matchu. London i Kendrick obronili swoje tytuły na gali Armageddon w Fatal 4-Way ladder matchu w którym prócz mistrzów wzięli również udział Regal/Taylor, MNM oraz The Hardys.

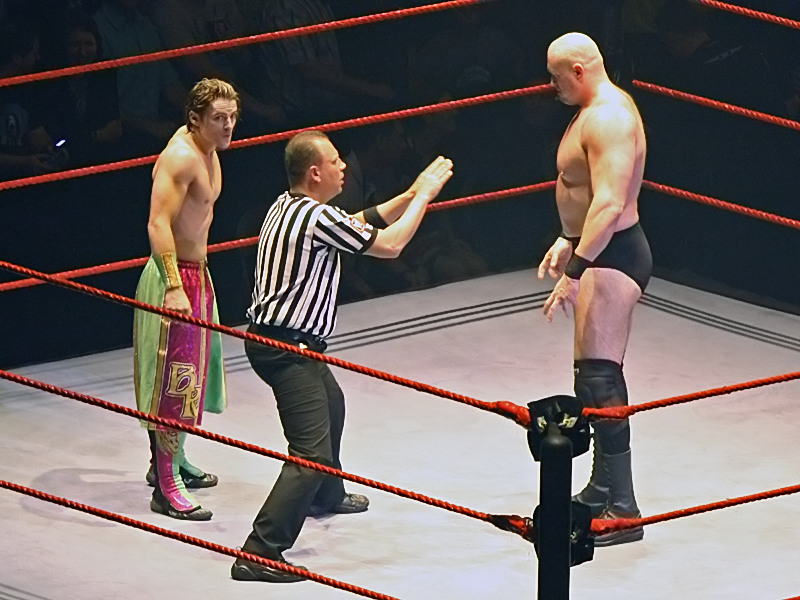
Kendrick walczący ze Snitskym w 2007

2 lutego 2007, London i Kendrick przegrali walkę bez tytułów na szali z nowo-powstałym tag teamem Deuce ’n Domino. Kolejny ich pojedynek odbył się o tytuły dywizji na gali No Way Out, gdzie wyszli zwycięsko mistrzowie. 20 kwietnia na odcinku SmackDown!, London i Kendrick stracili tytuły na rzecz Deuce ’n Domino, kończąc ich panowanie ze stanem rekordowych 331 dni. Nie udało im się odzyskać tytułów 1 czerwca w triple threat tag team matchu (w którym wzięli również udział Regal i Taylor), a także 15 czerwca w zwykłym tag teamowym pojedynku.
17 czerwca 2007, Kendrick wraz z Londonem zostali przeniesieni do brandu Raw podczas draftu uzupełniającego. Ich debiut na Raw odbył się 18 czerwca, gdzie wygrali pojedynek z The World’s Greatest Tag Team (Sheltonem Benjaminem i Charliem Haasem). We wrześniu zaczęli rywalizację z Lance’em Cade’em i Trevorem Murdochem o tytuły World Tag Team Championship. 5 września podczas gali typu house show pokonali Cade’a i Murdocha zdobywając po raz pierwszy owe tytuły mistrzowskie, lecz trzy dni później stracili pasy na rzecz byłych mistrzów. Koniec rywalizacji nastąpił na gali Unforgiven, gdzie ponownie ponieśli porażkę w tag team matchu z Cade’em i Murdochem. Do końca 2007, London i Kendrick głównie występowali na tygodniówce Heat. Pod koniec roku, London odniósł kontuzję wymagającą przerwy od występów. W rezultacie, Kendrick był rozpisywany jako jobber do czasu powrotu Londona w lutym 2008.
Po reformacji drużyny, Kendrick opuścił Londona podczas 2-on-1 handicap matchu z Umagą. Pomimo tego, London i Kendrick dalej występowali wspólnie jako tag team nie wspominając widzom o tamtej sytuacji. Skupili się na ponownym zdobyciu World Tag Team Championship i zdołali pokonać mistrzów Hardcore’a Holly’ego i Cody’ego Rhodesa na tygodniówce Heat, lecz przegrali z nimi o tytuły na najbliższym odcinku Raw.

#### Kariera solowa (2008–2009)

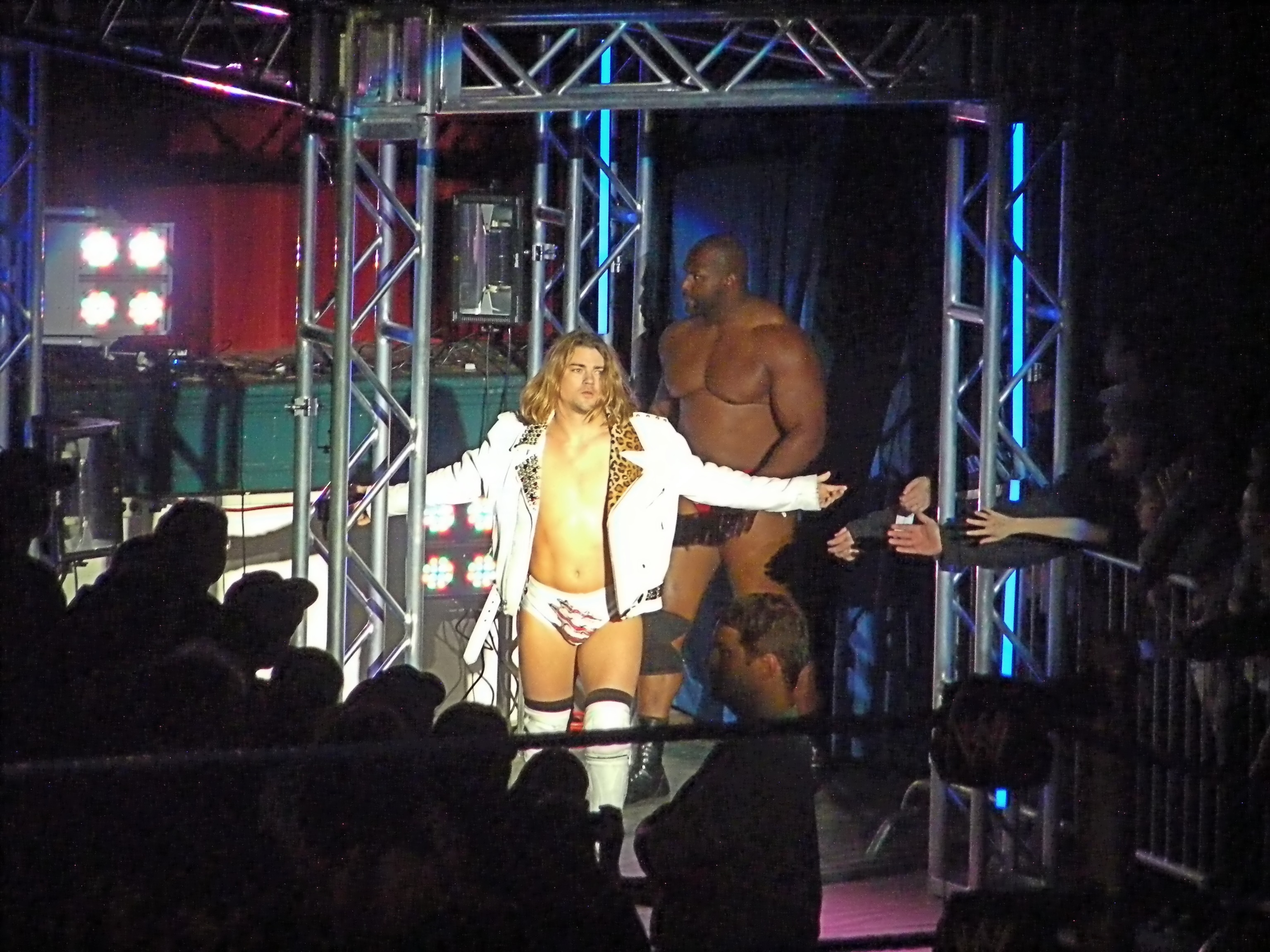
The Brian Kendrick i Ezekiel Jackson w 2009

Jako część draftu uzupełniającego w 2008, Kendrick został z powrotem przeniesiony do brandu SmackDown, lecz tym razem London pozostał członkiem rosteru Raw. Jego pierwsza walka w brandzie odbyła się 18 lipca 2008 na odcinku tygodniówki SmackDown, gdzie w nowej roli antagonisty i przy pomocy ochroniarza Ezekiela pokonał Jimmy’ego Wang Yanga. Niedługo później otrzymał pełny pseudonim Ezekiel Jackson, zaś Kendrick był znany jako „The Brian Kendrick”. 22 sierpnia na odcinku SmackDown, Kendrick wygrał 10-osobowy battle royal kwalifikujący do Scramble matchu o WWE Championship na gali Unforgiven. Zgodnie z zasadami pojedynku, mecz trwa równe dwadzieścia minut i każda zmiana posiadacza tytułu oznacza kontynuację walki do końca limitu czasowego bez zapisania się w historii jako mistrz. Podczas pojedynku na gali pay-per-view, Kendrick zdobył WWE Championship; tytuł stracił kilka minut później na rzecz Triple H’a i to on wyszedł jako ostateczny mistrz z walki. Po nieudanym zdobyciu głównego tytułu mistrzowskiego, Kendrick walczył w tag team matchach wraz z Jacksonem, gdzie będąc pretendentami do tytułów WWE Tag Team Championship przegrali walkę z ówczesnymi mistrzami Carlitem i Primo.
15 kwietnia 2009, Kendrick po raz drugi został przeniesiony do brandu Raw w drafcie uzupełniającym, a Jackson trafił do rosteru ECW. Jego intencją było ponowne zdobycie Unified WWE Tag Team Championship; w kolejnych tygodniach, Kendrick przegrywał walki z różnymi tag team partnerami. W jego ostatniej walce mającej miejsce w czerwcu 2009, Kendrick został pokonany przez Kofiego Kingstona po tym jak skupił całą swoją uwagę na obrażaniu komentatora tygodniówki Jerry’ego Lawlera. 30 lipca 2009, WWE ogłosiło zwolnienie Kendricka z federacji.

### Powrót do federacji niezależnych (2009–2016)

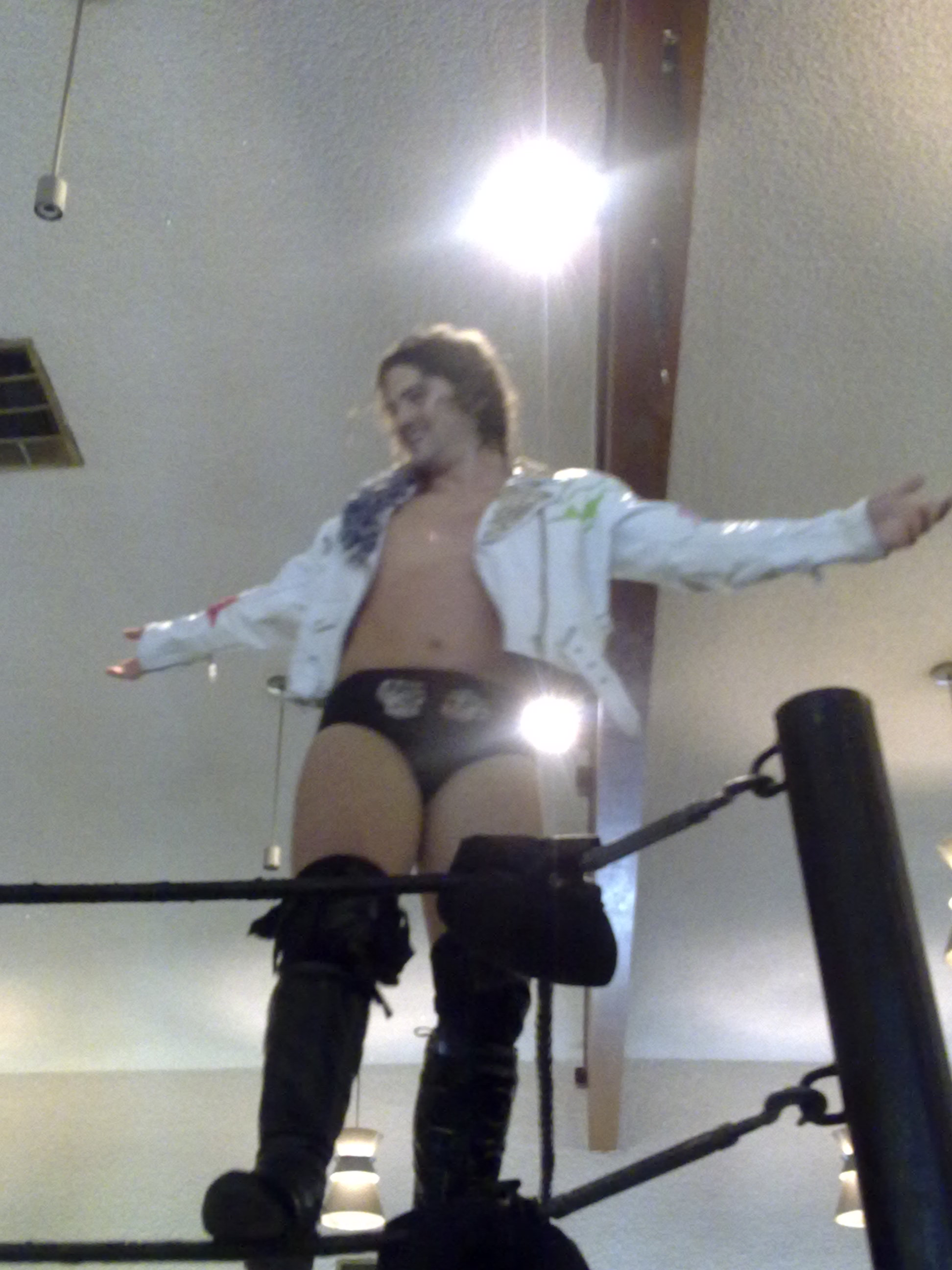
Kendrick podczas turnieju Battle of Los Angeles 2009.

Kendrick podpisał kontrakt z federacją Dragon Gate USA 6 sierpnia 2009. W jego pierwszej walce przegrał z Cimą na gali Untouchable, którą wyemitowano jedynie w formie kompilacji najważniejszych momentów pojedynku. 28 sierpnia powrócił do promocji Pro Wrestling Guerrilla na gali Speed of Sound gdzie grając rolę heela pokonał Bryana Danielsona po wykonaniu ciosu w krocze („low blow”). Niedługo potem uformował sojusz z posiadaczami PWG World Tag Team Championship The Young Bucks i rozpoczął rywalizację z El Generico, Coltem Cabaną i PWG World Championem Kennym Omegą. 19 grudnia, Ring of Honor ogłosiło powrót Kendricka do federacji na gali 8th Anniversary Show z 13 lutego 2010. Podczas wydarzenia został pokonany w ringu przez Rodericka Stronga.
30 stycznia 2010 na gali WrestleReunion 4 federacji PWG, The Young Bucks zdradziło Kendricka argumentując tym iż nie pasuje do nich, po czym na ratunek przybiegł jego były tag team partner Paul London. Tej samej nocy, Kendrick i London pokonali The Young Bucks w non-title matchu. 27 marca 2010 na nagraniach gali pay-per-view Mercury Rising, Kendrick został pokonany przez Jimmy’ego Jacobsa w Loser Leaves Company tag team matchu, w rezultacie czego musiał opuścić federację na dobre.
W marcu 2012, Kendrick zadebiutował w Family Wrestling Entertainment pokonując Mike’a Benetta. W maju wziął udział w turnieju „Absolute Intense Wrestling’s JT Lightning Invitational” i dotarł do półfinału w którym przegrał z B.J. Whitmerem. 28 lipca na gali FWE X zawalczył z FWE Championem Tommym Jayem Lethalem, Tommym Dreamerem i Carlito o tytuł; pojedynek wygrał Dreamer. Trzy miesiące później, London, Kendrick i Lethal pokonali Peteya Williamsa i The Young Bucks. Na pierwszej w historii gali federacji House of Hardcore, London i Kendrick pokonali The Young Bucks.
Kendrick powrócił do Dragon Gate USA 29 stycznia 2013 wygrywając Eight Way Fray match. Następnego dnia, Kendrick został pokonany przez Johnny’ego Gargano o Open the Freedom Gate Championship. W lutym, Kendrick wziął udział w turnieju Road to Glory federacji Preston City Wrestling dochodząc do półfinału w którym przegrał z Noam Darem. Na gali FWE No Limits, Kendrick przegrał walkę o bycie pretendentem do FWE Tri-Borough Championship z Paulem Londonem. 22 czerwca 2013, London i Kendrick (znani razem jako Londrick) zostali pokonani przez The Young Bucks na gali House of Hardcore 2.
Kendrick pojawił się ponownie w Ring of Honor 2 lutego 2016 pokonując Willa Ferrarę w walce nietransmitowanej w telewizji.

### Powrót do TNA

#### EV 2.0 (2010)

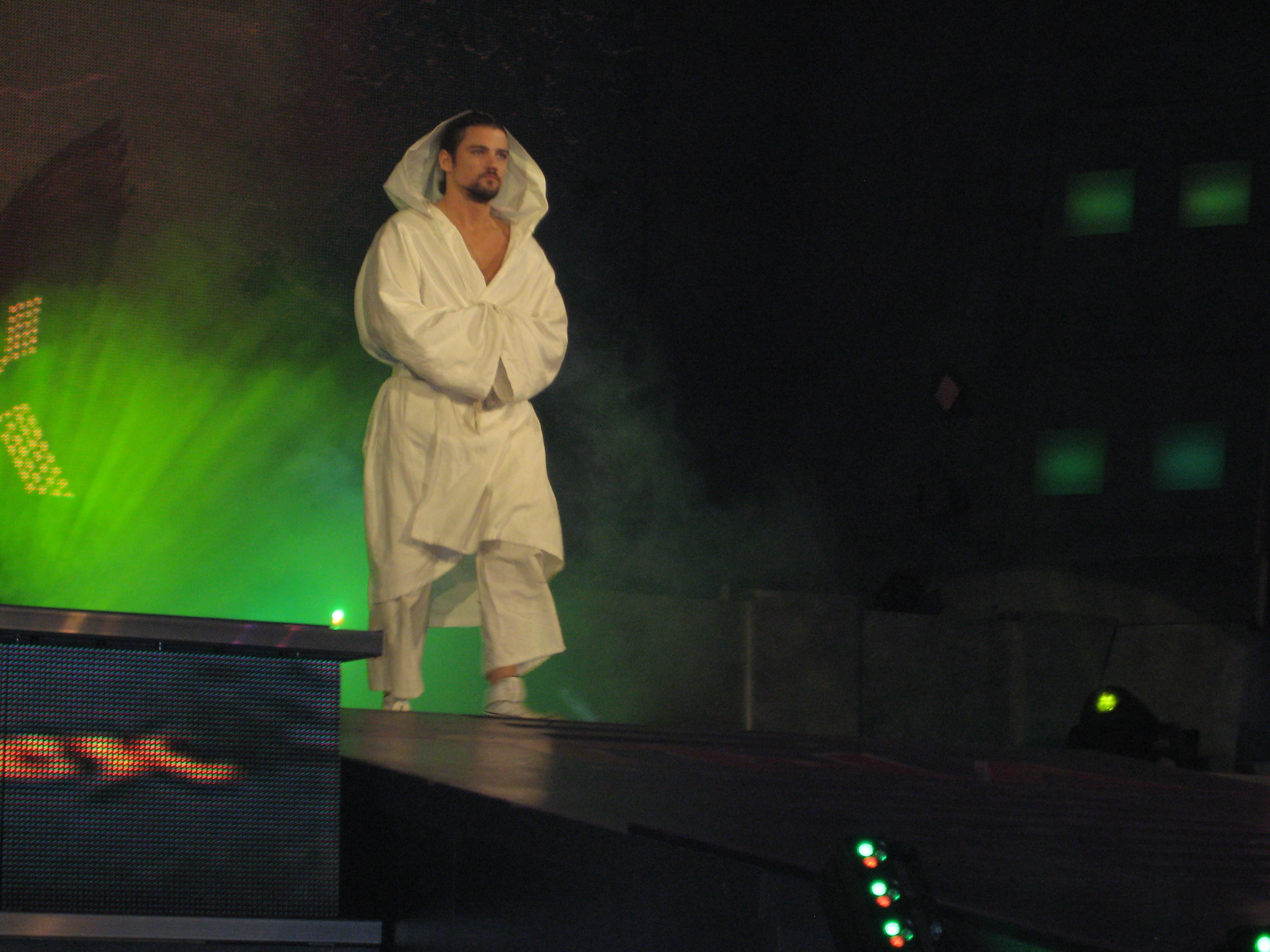
Kendrick występujący z nowym gimmickiem we wrześniu 2010.

17 stycznia 2010 na gali pay-per-view Total Nonstop Action Wrestling (TNA) zatytułowanej „Genesis”, Kendrick powrócił do promocji przegrywając z Amazing Redem w walce o TNA X Division Championship, gdzie kontynuował występy jako heel. 7 kwietnia 2010, Dixie Carter ogłosiła na Twitterze, że Kendrick podpisał wieloletni kontrakt z federacją. 3 maja 2010 na odcinku tygodniówki TNA Impact!, Kendrick oficjalnie przeszedł faceturn po tym jak skonfrontował się w ringu z Douglasem Williamsem i obaj zostali zaatakowani przez Samoa Joe. W następnym tygodniu, Kendrick zdobył swoje pierwsze zwycięstwo od czasu powrotu w TNA pokonując Williamsa z pomocą Kazariana. Dzięki tej wygranej, Kendrick otrzymał szansę na ponowną walkę z Williamsem, lecz tym razem o jego X Division Championship na gali Slammiversary VIII; walkę wygrał Williams. Miesiąc później na gali Victory Road, dwójka ponownie spotkała się w ringu o tytuł, lecz tym razem w Ultimate X submission matchu, który ponownie wygrał Williams. 2 września na odcinku Impact!, Kendrick dołączył do ugrupowania EV 2.0, którego członkami głównie byli wrestlerzy federacji Extreme Championship Wrestling. Na gali Bound for Glory, Kendrick zainterweniował w Lethal Lockdown matchu pomiędzy ugrupowaniami EV 2.0 i Fortune, gdzie pomógł swojej drużynie wygrać walkę. Na gali Turning Point, EV 2.0 zawalczyło z Fortune w 10-osobowym tag team matchu, gdzie każdy członek EV 2.0 stawiał na szali swoją karierę w TNA. Kendrick został wyłączony z walki na samym jej początku kiedy został zaatakowany przez Douglasa Williamsa. Ostatecznie EV 2.0 przegrało walkę i Sabu został wyrzucony z TNA.

#### X Division Champion (2011–2012)
Po rozwiązaniu grupy EV 2.0, Kendrick spędził miesiące walcząc głównie na galach typu house show. Powrócił do telewizji przy okazji gali Lockdown, gdzie wziął udział w ośmioosobowym Xscape matchu, który wygrał Max Buck. 12 czerwca na gali Slammiversary IX, Kendrick nie zdobył X Division Championship w triple threat matchu z Abyssem i Kazarianem. Miesiąc później na gali Destination X, Kendrick pokonał Abyssa i zdobył mistrzostwo po raz pierwszy w karierze. 21 lipca na tygodniówce Impact Wrestling, Kendrick obronił mistrzostwo pokonując Alexa Shelleya, a tydzień później pokonał Abyssa w Ultimate X matchu, tym samym kończąc ich rywalizację. 7 sierpnia na gali Hardcore Justice, Kendrick obronił tytuł w three-way matchu z Alexem Shelleyem i Austinem Ariesem. 11 września na kolejnej gali No Surrender, Kendrick stracił X Division Championship na rzecz Ariesa. 29 września na odcinku Impact Wrestling, Kendrick wygrał pięcioosobowy ladder match gwarantujący rewanż z Ariesem. 16 października na gali Bound for Glory, Kendrick nie odzyskał tytułu od Ariesa i była to jego ostatnia walka na gali pay-per-view federacji. 17 listopada na odcinku Impact Wrestling, Kendrick połączył siły z Jessem Sorensenem i pokonał Ariesa i Kid Kasha w tag team matchu, co później okazało się ostatnim pojawieniem się Kendricka w programach TNA. Po trzymiesięcznej absencji, TNA ogłosiło rozwiązanie kontraktu z Kendrickiem.

### New Japan Pro-Wrestling (2011–2013)
18 czerwca 2011 na gali Dominion 6.18, Kendrick bez wcześniejszej zapowiedzi zadebiutował w New Japan Pro-Wrestling dołączając do drużyny Geda i Jado w six-man tag team matchu, gdzie wspólnie pokonali Jushina Thunder Ligera, Kushidę i Tiger Maska. Trzy dni później, Kendrick, Gedo i Jado zostali wyeliminowani z turnieju J Sports Crown Openweight 6-Man Tag Tournament w pierwszej rundzie przez IWGP Heavyweight Championa Hiroshiego Tanahashiego, Kushidę oraz Máscara Doradę. Podczas pobytu w New Japan, Kendrick był członkiem ugrupowania Chaos i walczył w imieniu grupy przy okazji wielu pojedynków w federacji.
11 maja 2012 New Japan ogłosiło, że Kendrick powróci do promocji jako część turnieju „2012 Best of the Super Juniors” będąc zastępcą Daveya Richardsa. Na stopniu rozgrywania turnieju w systemie kołowym, który trwał od 27 maja do 9 czerwca, Kendrick wygrał pięć z ośmiu pojedynków, lecz przegrał z Ryusuke Taguchi co spowodowało brak dalszego udziału w półfinale turnieju. Kendrick powrócił ponownie do New Japan 21 października gdzie razem z Low Kim wzięli udział w turnieju „2012 Super Jr. Tag Tournament” jako duo pod nazwą „Chaos World Wrestling Warriors”. Przygoda z turniejem zakończyła się szybko, gdyż w pierwszej rundzie wyeliminowali ich Apollo 55 (Prince Devitt i Ryusuke Taguchi).
W maju 2013 Kendrick wziął udział w kolejnej edycji turnieju Best of the Super Juniors, lecz po wygranej czterech z ośmiu walk nie zdołał zakwalifikować się do półfinałów. Podobnie sytuacja wyglądała z kolejnym turniejem Super Jr. Tag Tournament – Kendrick założył tag team z Berettą i odpadli w pierwszej rundzie po przegranej z The Young Bucks i interwencji ze strony ugrupowania Bullet Club. Do końca obowiązującego kontraktu z federacją, Kendrick łączył siły z członkami grupy Chaos w wielu sześcioosobowych i ośmioosobowych tag team matchach.

### Trzeci powrót do WWE

#### Trener (2014–2016)
11 grudnia 2014 Kendrick pojawił się na zapleczu gali NXT TakeOver: R Evolution starając się o posadę trenera w WWE Performance Center. Kendrick powrócił do WWE ponownie jako „The Brian Kendrick” 12 grudnia 2014 podczas nagrań tygodniówek NXT przegrywając w dark matchu z Solomonem Crowe’em. Kendrick pojawił się w telewizji 25 lutego 2015 na odcinku NXT przegrywając z Finnem Bálorem w walce wieczoru. Niedługo potem prośba Kendricka została spełniona i zaczął pracę jako trener w Performance Center, między innymi szkoląc divę WWE Evę Marie i uczestników szóstego sezonu Tough Enough Darię Berenato i Mady Abdelhamida. Kendrick pojawił się w kilku odcinkach sezonu trzeciego reality show Total Divas.

#### 205 Live (od 2016)
13 czerwca 2016 Kendrick został ogłoszony jednym z trzydziestu dwóch uczestników turnieju Cruiserweight Classic. Turniej rozpoczął się 23 czerwca, gdzie Kendrick w pierwszej rundzie pokonał Raula Mendozę. W drugiej rundzie z 14 lipca, Kendrick pokonał Tony’ego Nese’a. W walce ćwierćfinałowej poniósł porażkę będąc pokonanym przez Kotę Ibushiego, lecz jego występ docenił komentator i przyjaciel Daniel Bryan, a publika pomimo przegranej wynagrodziła owacją na stojąco.
22 sierpnia na odcinku tygodniówki Raw, Kendrick został ogłoszony jednym z członków nowej dywizji Cruiserweight będącej ekskluzywną dla brandu Raw. 19 września na odcinku Raw nastąpił oficjalny powrót Kendricka do głównego rosteru, gdzie wygrał Fatal 4-Way match pokonując Cedrica Alexandra, Grana Metalika i Richa Swanna. Dzięki wygranej, Kendrick zmierzył się na gali Clash of Champions z T.J.'em Perkinsem o WWE Cruiserweight Championship, lecz przegrał przez submission. Po walce Kendrick uściskał Perkinsa, lecz po chwili zaatakował go wykonując headbutt tym samym oficjalnie potwierdzając swoją rolę heela. 3 października na tygodniówce Raw, Kendrick pokonał Perkinsa poprzez submission, ponownie stając się pretendentem do tytułu. Na gali Hell in a Cell, Kendrick zdobył tytuł od Perkinsa po odwróceniu uwagi rywala przez sfałszowanie kontuzji, rozpoczynając swoje pierwsze panowanie jako mistrz. Kendrick zawalczył z Kalisto (wrestlerem brandu SmackDown) na gali Survivor Series w pojedynku o mistrzostwo z dodatkową stypulacją, że jeśli Kalisto wygra, to mistrzostwo i dywizja cruiserweight zostanie przeniesiona do brandu SmackDown. Kendrick wygrał walkę przez dyskwalifikację za interwencję ze strony barona Corbina. Stracił tytuł na rzecz Richa Swanna na premierowym odcinku tygodniówki 205 Live. Tydzień później na tygodniówce 205 Live wykorzystał klauzulę rewanżu, lecz nie udało mu się odzyskać tytułu od Swanna. Na gali Roadblock: End of the Line przegrał ze Swannem i T.J. Perkinsem w Triple Threat matchu.

## Życie prywatne
Kendrick jest żonaty z finalistką Tough Enough Taylor Matheny od sierpnia 2008.

## Media
8 marca 2011, Kendrick wziął udział w amerykańskim teleturnieju The Price Is Right. Prócz tego, Kendrick był powracającą postacią czwartego sezonu Total Divas występując w klipach video przedstawiających jego treningi w ringu z Evą Marie.

## Styl walki

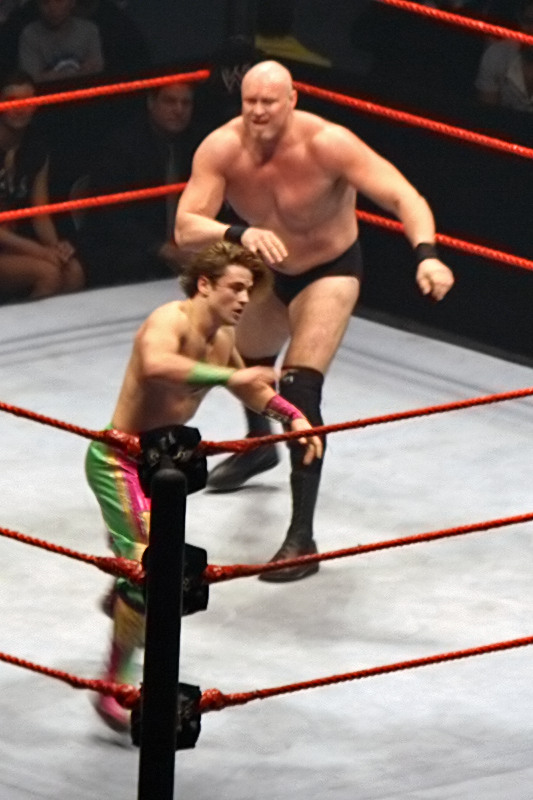
Kendrick wykonujący Irish Whip na Snitskym.

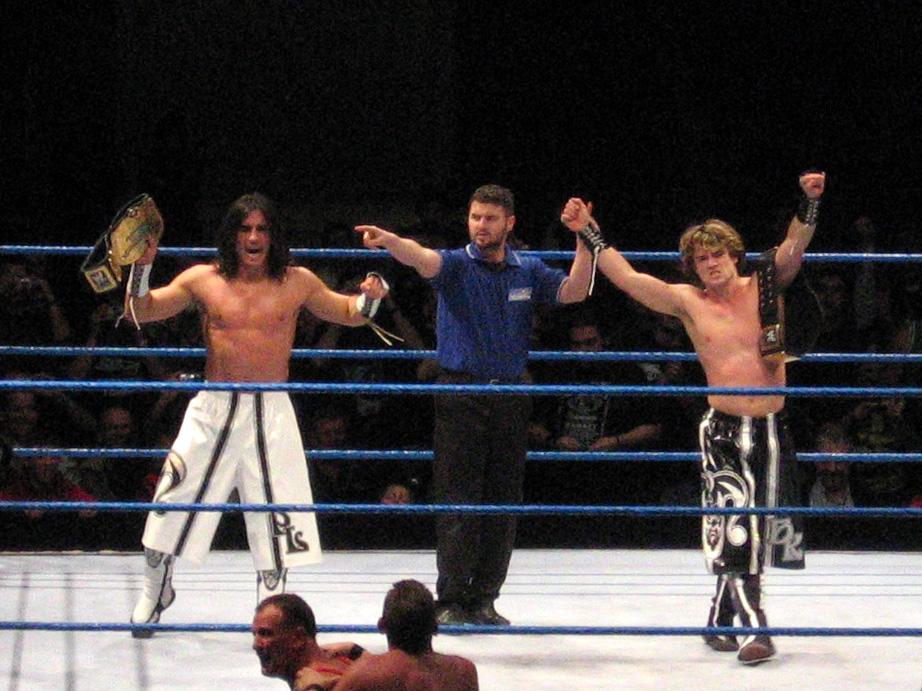
Paul London (po lewej) i Brian Kendrick (po prawej) jako posiadacze WWE Tag Team Championship.

- Finishery
  - Bully Choke[139] / Captain’s Hook[140] (Odwrócony chinlock zza pleców rywala)[141] – od 2016
  - Kombinacja Cobra cluth oraz bodyscissors[142][143] – 2010
  - Sliced Bread #2 (Federacje niezależne/WWE/TNA) / The Kendrick[1][4][144] (WWE) (Shiranui)[7]
  - Shooting star press[1]
- Inne ruchy
  - Camel clutch z dodatkiem wielu ciosów w twarz[144]
  - Dr. Smoothe’s Secret Recipe (Backflip kick przy narożniku)[5][4]
  - Electric Mayhem (Diving facebreaker knee smash)[5]
  - Hurricanrana[5]
  - Left Turn at Albuquerque (Turning frog splash)[5]
  - Leg lariat[5]
  - Tornado DDT[1][5]
  - Whirling Twirlixer (Diving somersault corkscrew plancha)[5]
  - Plan Maker (Headbutt)
- Przydomki
  - „The Man With a Plan”
  - „The Wizard of Odd”
  - „The Post-Apocalyptic Scavenger”
  - „Spanky”
- Menedżerowie
  - Prince Nana[5]
  - Ashley[5]
  - Ezekiel Jackson[5]
- Motywy muzyczne
  - „Shine” ~ The Dirty Heads (Family Wrestling Entertainment)
  - „Man With a Plan” ~ Chris Goulstone i Nick Walker (WWE/NXT)
  - „Sweet Talk” ~ Kito i Reija Lee[1] (New Japan Pro-Wrestling)
  - „Make Em’ Say” ~ King Keleze (Ring of Honor)
  - „Danger! High Voltage” ~ Electric Six (ROH)
  - „Quality Control” ~ Jurassic 5 (ROH)

## Mistrzostwa i osiągnięcia
- DDT Pro-Wrestling
  - Ironman Heavymetalweight Championship (1 raz)[145]
- Full Impact Pro
  - FIP Tag Team Championship (1 raz) – z Salem Rinauro[146]
  - Florida Rumble (2004)[35]
- Insane Championship Wrestling
  - ICW Tag Team Championship (1 raz) – z Paulem Londonem[147]
- Los Angeles Wrestling
  - LAW Heavyweight Championship (1 raz)[148]
- Memphis Championship Wrestling
  - MCW Southern Light Heavyweight Championship (3 razy)[16]
  - MCW Southern Tag Team Championship (1 raz) – z American Dragonem[17]
- Pro Wrestling Illustrated
  - Lista nagród czasopisma Pro Wrestling Illustrated#Tag team roku (2007) z Paulem Londonem[149]
  - PWI umieściło go na 43. miejscu rankingu PWI 500 w 2003[150]
- Pro Wrestling Zero-One / Pro Wrestling Zero1-Max
  - NWA International Lightweight Tag Team Championship (2 razy) – z Low Kim (1) i Kazem Hayashim (1)[31]
  - NWA/UPW/Zero-One International Junior Heavyweight Championship (1 raz)[9]
  - Zero1-Max United States Openweight Championship (1 raz)[151]
- Santino Bros. Wrestling
  - SBW Championship (2 razy)[152]
- Steeltown Pro Wrestling
  - SPW Provincial Championship (1 raz)[153]
- Texas Wrestling Alliance
  - TWA Television Championship (1 raz)[154]
  - TWA Tag Team Championship (1 raz) – z American Dragonem[154]
- Total Nonstop Action Wrestling
  - TNA X Division Championship (1 raz)[108]
- World Wrestling Entertainment/WWE
  - WWE Cruiserweight Championship (1 raz)
  - WWE Tag Team Championship (1 raz) – z Paulem Londonem[155]
  - World Tag Team Championship (1 raz) – z Paulem Londonem[70]